# Baku Crystal Hall
Baku Crystal Hall és un edifici multifuncional a Bakú, Azerbaidjan. L'arena està dissenyada per celebrar concerts a gran escala i esdeveniments esportius individuals o per equips.
Baku Crystal Hall es va construir específicament per acollir el Festival de la Cançó d'Eurovisió de 2012. Les obres de construcció es varen dur a terme sota la supervisió del Comitè Estatal d'acord amb el decret del president Ilham Alíev.
El dissenyador principal del complex és l'empresa alemanya "GMP" i el dissenyador de l'arena és l'empresa suïssa Nussli Internationa AG. La construcció de tres components principals de l'edifici (l'arena, la façana i el sostre) es varen iniciar paral·lelament al mateix temps.
La construcció es va finalitzar el 16 d'abril de 2012 i l'arena es va obrir oficialment el 7 de maig. Els dies 22 i 26 de maig va tenir lloc el seu primer gran esdeveniment, la semifinal i final respectivament del Festival d'Eurovisió de 2012.
La façana de Crystal Hall està equipada amb les nombroses i modernes llums LED dinàmiques que permeten crear diversos efectes d'il·luminació únics. Durant el Festival de la Cançó d'Eurovisió 2012, els llums LED es va emprar per a mostrar colors de bandera del país, el participant del qual era anunciat i pujava a l'escenari.
L'àrea total del complex és de 30.958 m². L'arena té una superfície de 10964 m² i la capacitat de la sala és de 27.000 espectadors (15.000 llocs de peu, 12.000 seients a l'arena). L'alçada de la sala al mig és de 24 m. L'arena està il·luminada per 12.000 punts de llum LED.
La zona entre bastidors té una superfície de 2440 m² i està equipada amb sales per a atletes i actors es troba a la part posterior de l'arena.